# 丼物

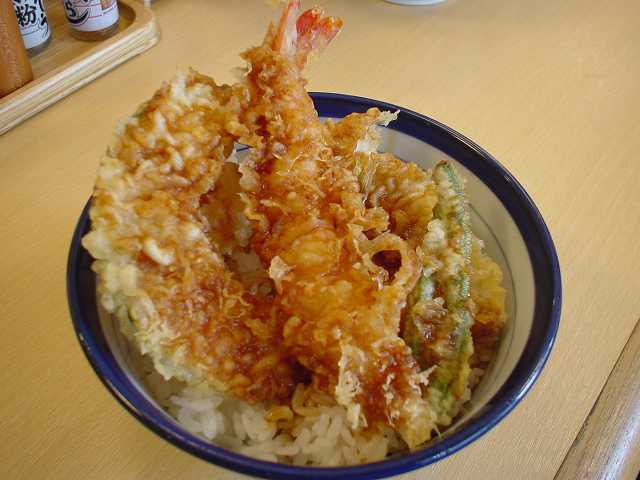
天丼（海老と野菜の天ぷら）

丼物（どんぶりもの）とは、ご飯とおかずを一つの丼鉢に盛った日本の料理形式の一つである。

## 歴史
日本料理の中ではそれほど古い歴史を持つ食事形式ではない。室町時代に「芳飯」という料理が流行したことはあるが、鰻丼の原型となる鰻飯が登場するのは19世紀初めの文化年間（1804～1818年）になってからで、天丼や、のちに深川丼とも呼ばれるようになる深川めしの誕生は江戸時代末期以降といわれている。
明治初期には他に牛丼や開化丼、19世紀の末頃には親子丼が提供されるようになり、明治から大正時代辺りに、カツ丼が考案された。このように丼物の様式は徐々に広がり受容され、様々な料理が丼飯として食べられるようになっていった。現在では帝国ホテル、ハイアットリージェンシー東京といった一流ホテルのレストランにおいても気取らない創作丼が提供されるなど、丼物の在り方も広がりを見せている。

## 食べ方
古来、日本の上流階級の食事は、主食であるご飯とおかずが別々に配膳され、それを一箸ごとに口に運ぶという様式を基本としていた。今でも主食におかずを乗せることを忌避する人も残るほどである。
しかし、江戸の町人文化が開花するとともに、短気で飾らない職人たちの食文化は広がりを見せる。人々はぶっかけ蕎麦（のちのかけそば）を常食とし、その他のおかずも飯の上にぶっかけた。各種大衆料理本などの著者である遠藤哲夫は、『ぶっかけめしの悦楽』『汁かけめし快食學』でそれらを解説している。また、1983年の「実践講座　台所の美味学」には「カツ丼も、親子丼も、天丼も芳飯―汁かけめし、の系譜につながる」と記述されている。NHK出版『「うつわ」を食らう』の著者で民俗学者の神崎宣武も、熊谷真菜の『ふりかけ』で「中世から近世に入るまで、一汁一菜形式の食事の前は、ぶっかけ飯が主流、と想定してよいでしょう。日本食の原形として、ぶっかけ飯は見逃せないということです」と述べている。
このようにおかずをご飯の上にたっぷりとかけた丼物は、時間がかからず気取らない食事として好まれ、代表的な和食として海外にも紹介されている。
なお丼物の蓋は、出前か否か、また料理によって使用するかしないかは様々である。天丼やカツ丼などでカリカリとした衣の歯応えを残したい場合は蓋をしないが、蓋をすることで蒸されて柔らかくなった状態を完成形とする老舗の天ぷら店もある。また蓋の中にまで具材を詰め込み、こんもりとした山盛り状態を形成する丼料理を提供する店も存在する。

## 丼物各種

様々な丼物
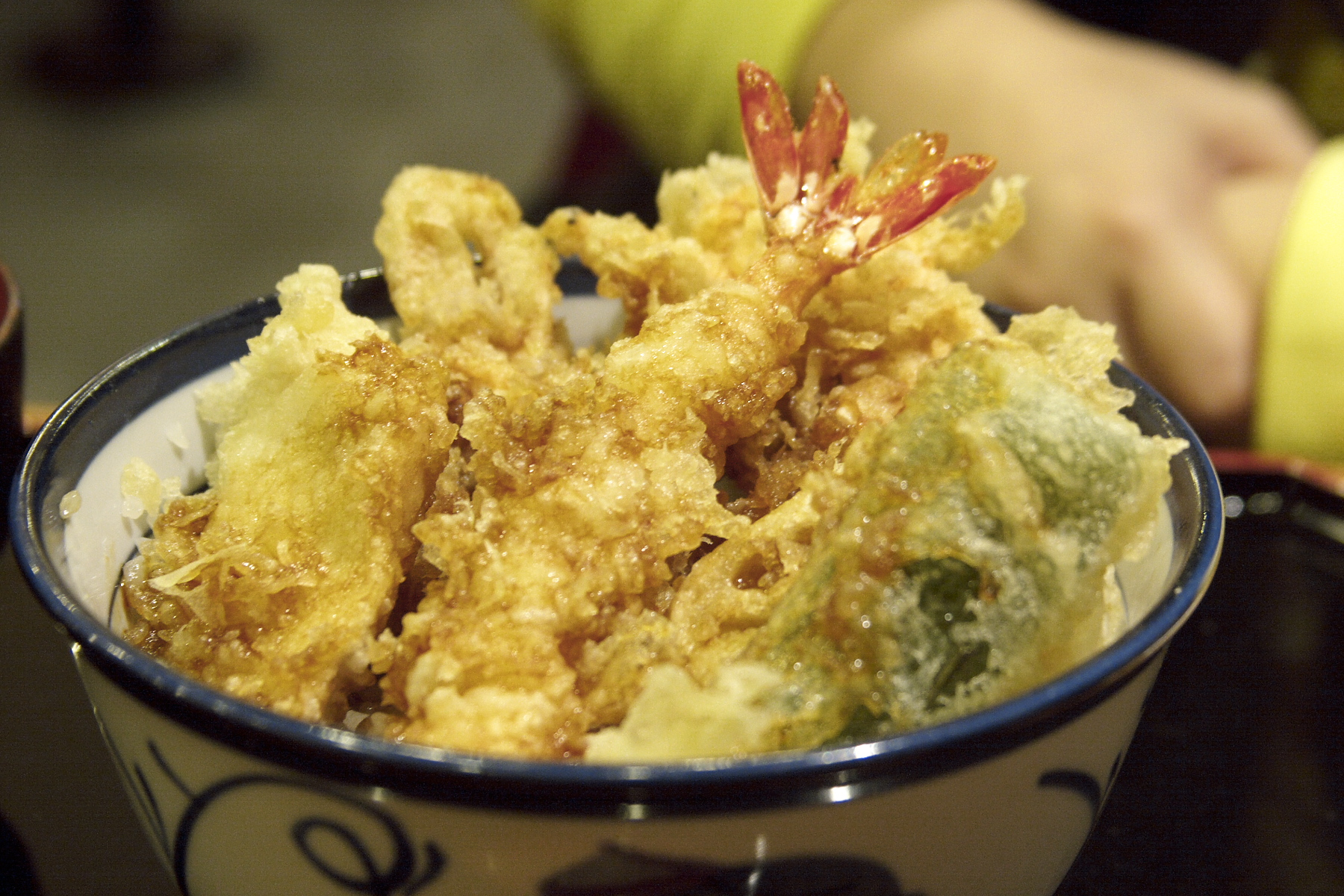
天丼
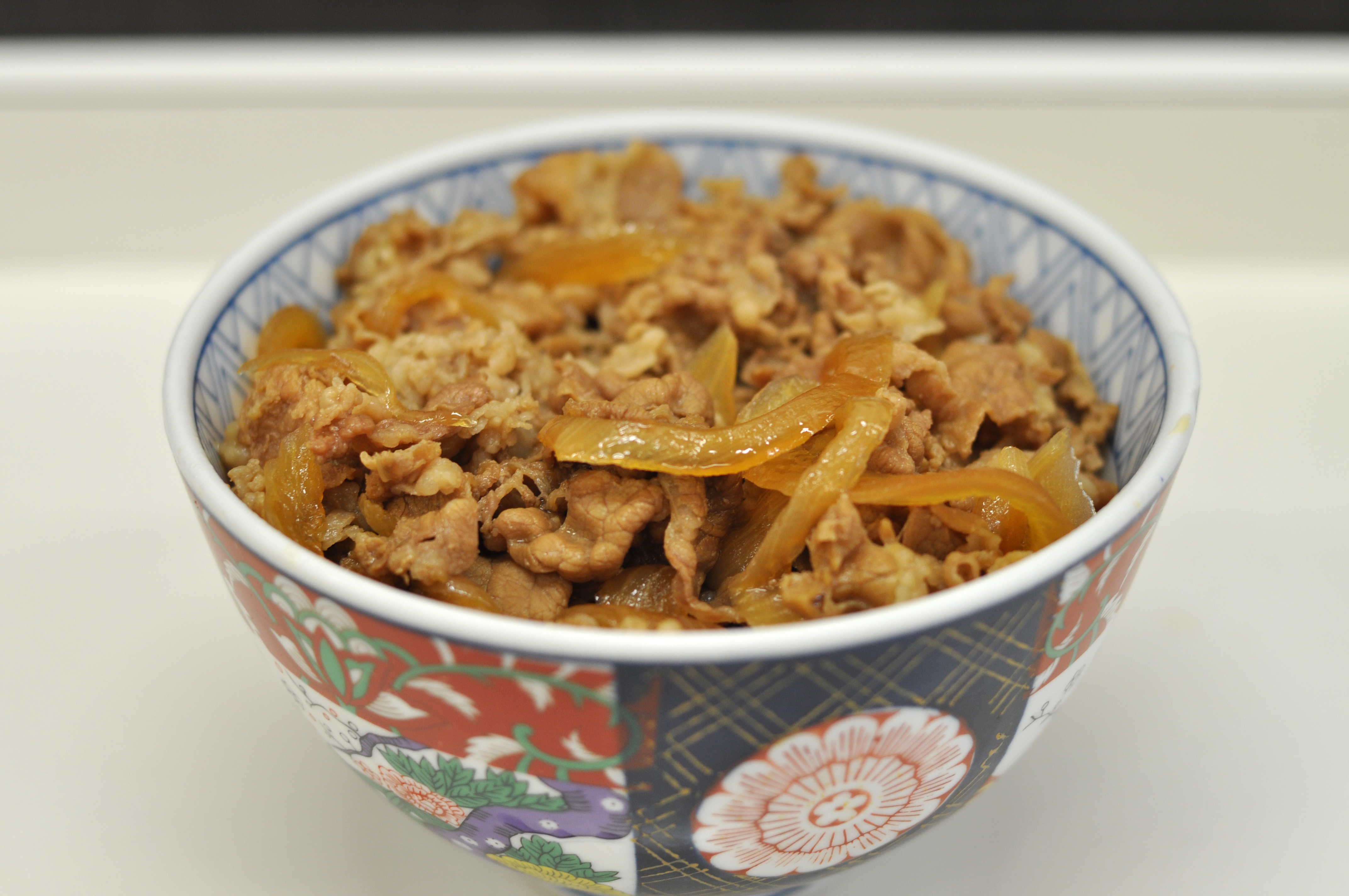
牛丼
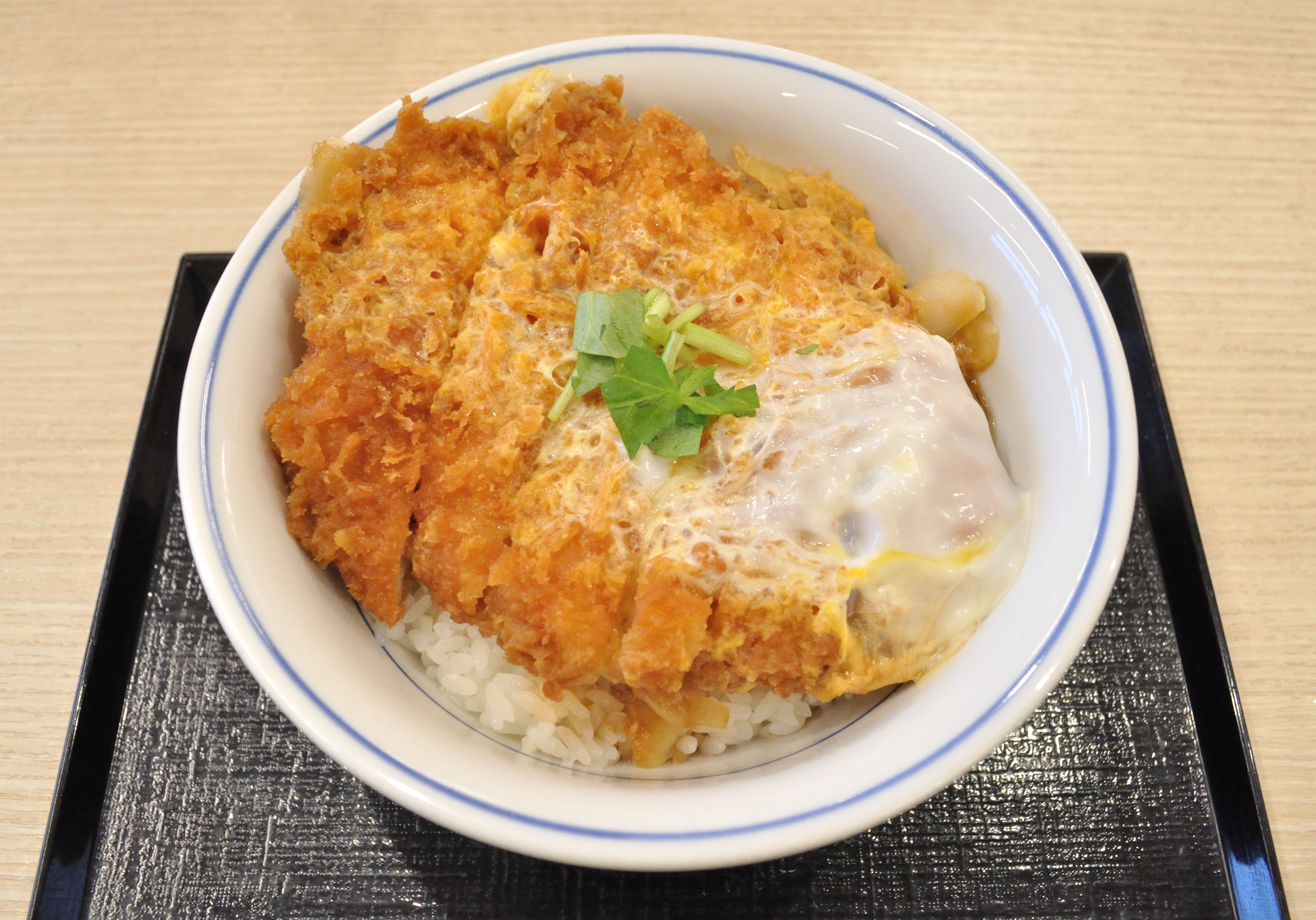
カツ丼
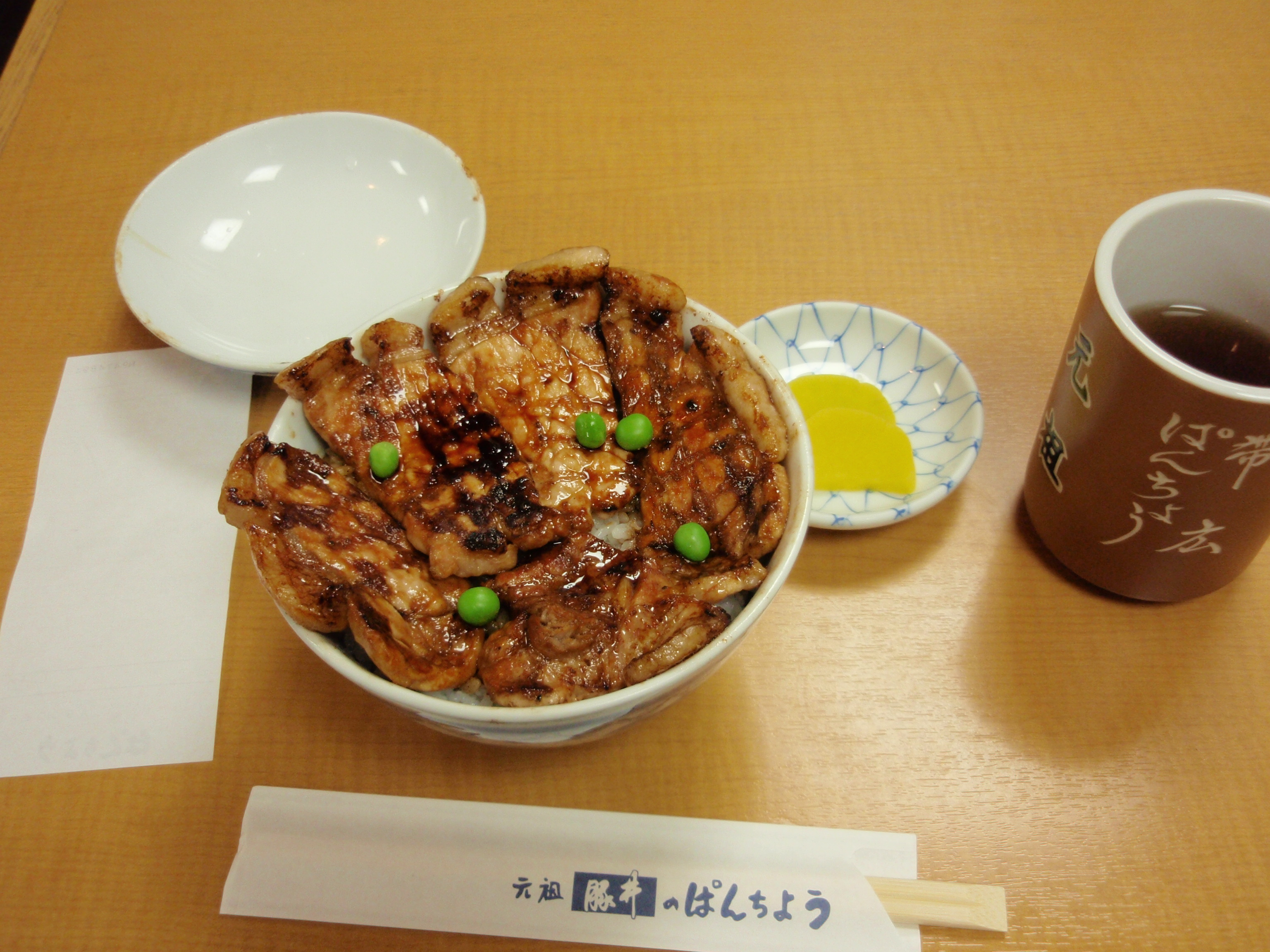
豚丼
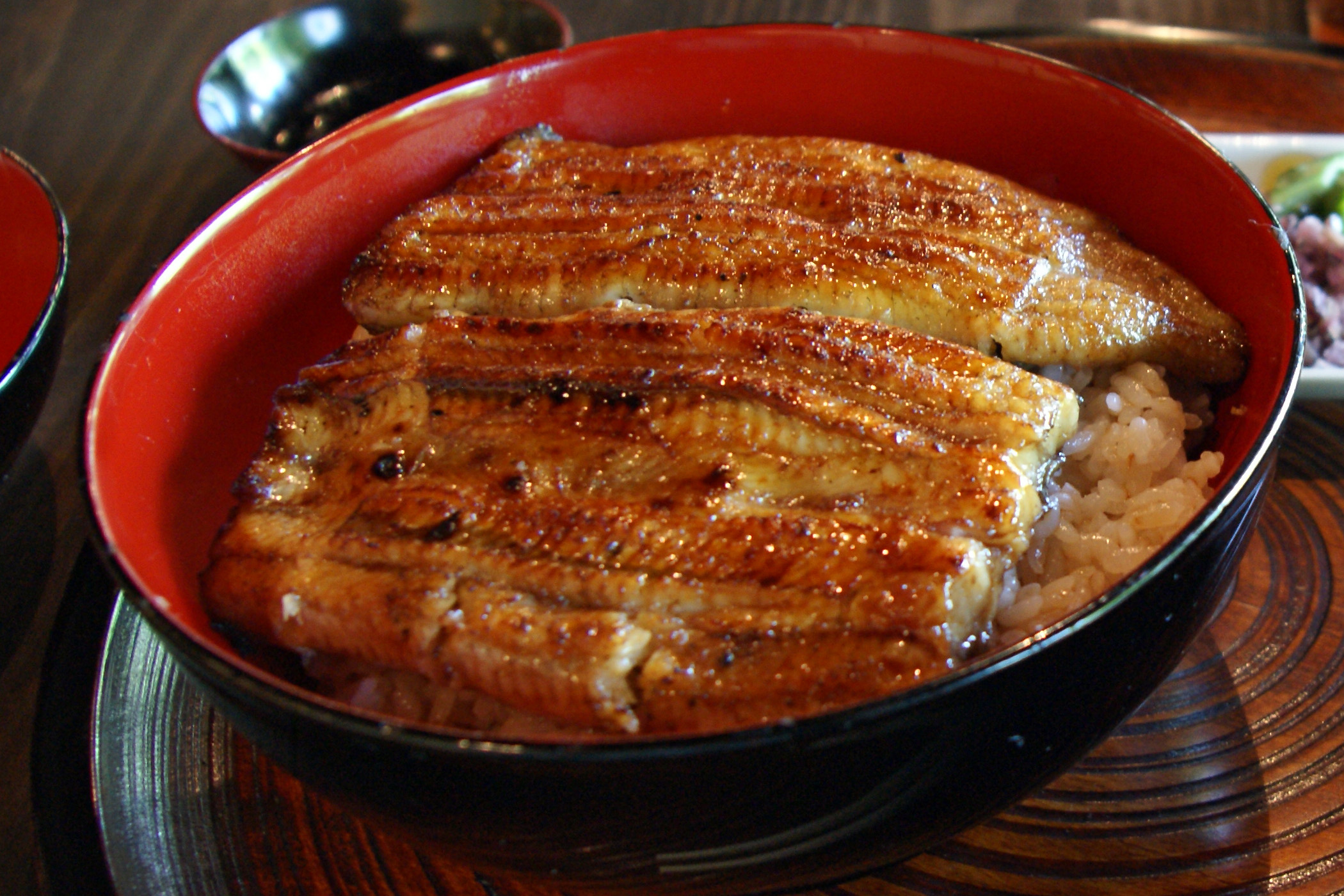
鰻丼
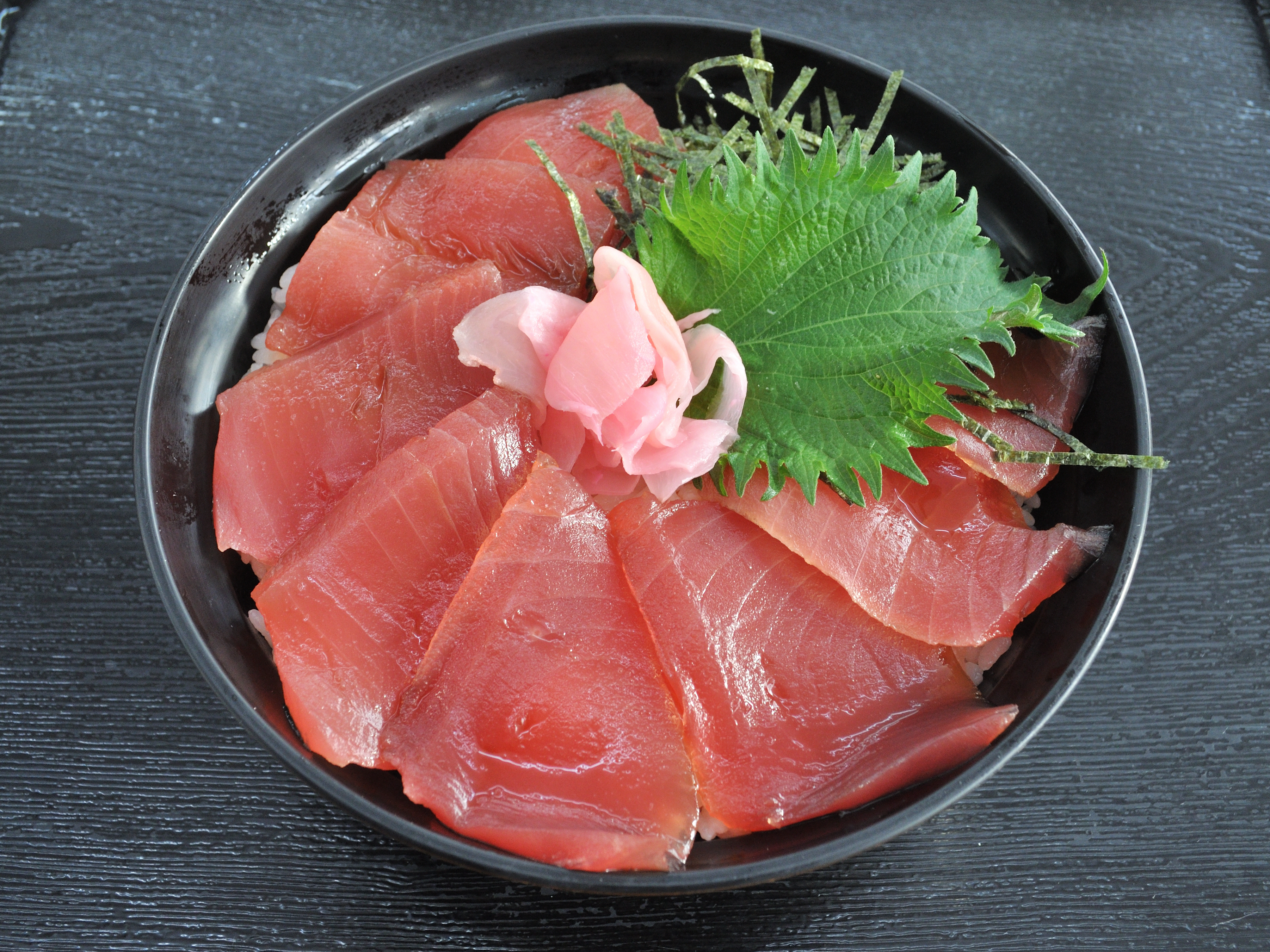
鉄火丼
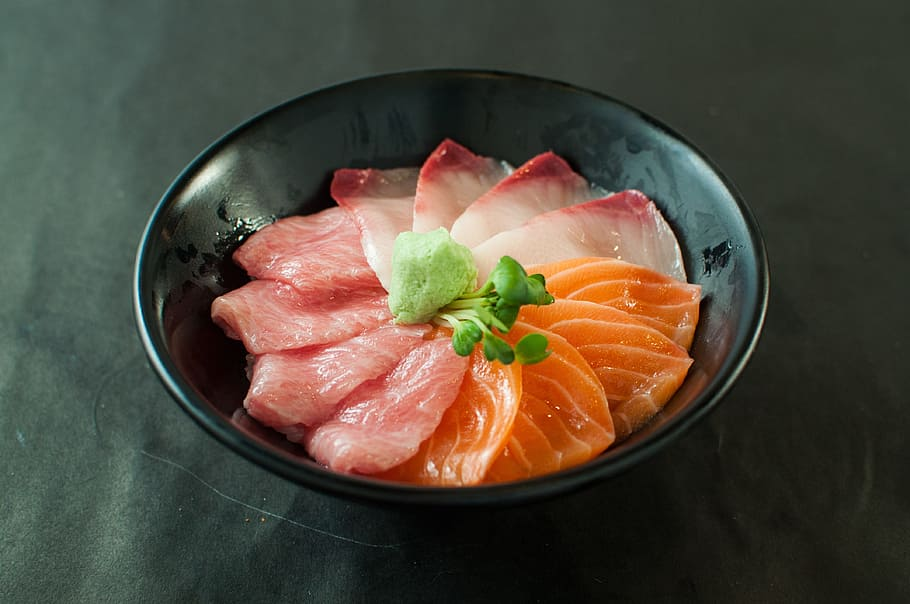
海鮮丼（または東丼）
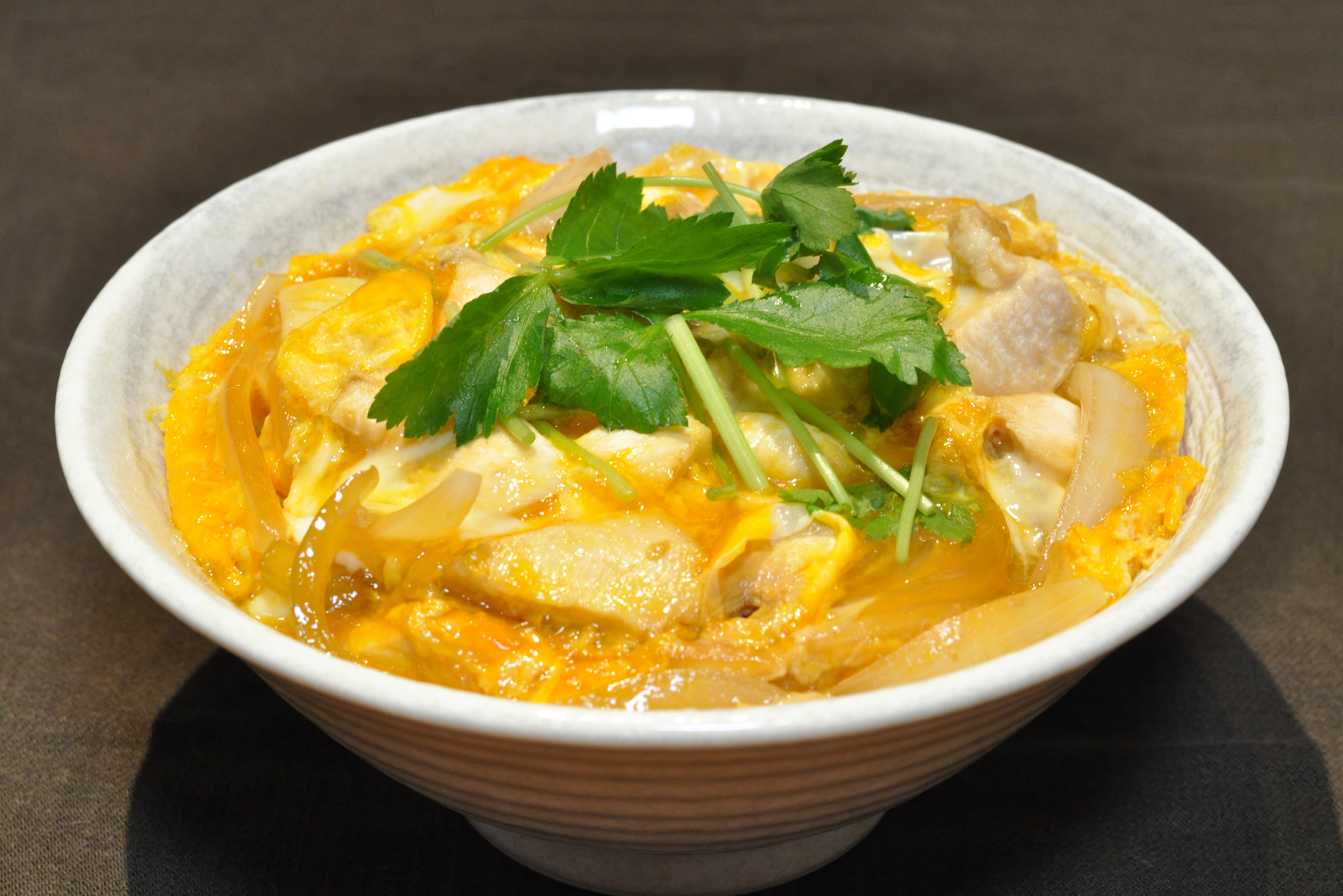
親子丼

この他、木の葉丼、衣笠丼（またはきつね丼）、むじな丼、他人丼（または開化丼）、かしわ丼、玉子丼、月見丼、花巻丼、ばくだん丼、美咲丼、カレー丼、中華丼、ねばねば丼（オクラ、ヤマノイモ・ナガイモ、納豆を乗せた丼）、マーボー丼（麻婆豆腐）、エビチリ丼、焼き鳥丼、うな玉丼、ネギトロ丼、から揚げ丼、カルビ丼、ステーキ丼、ローストビーフ丼など、「～丼」として数多くの丼物が創作され受け入れられている。原理的に丼物に出来ない料理はないが、作り方によっては特定の名称で呼ばれる丼物もある。
丼ではなく、皿や釜の料理を丼ものに含める場合もある。
（例：天津飯、かつめし、ロコモコ、タコライス、沖縄ちゃんぽん、釜飯など）

## 日本国外に由来する丼物風料理
- 滷肉飯（台湾風豚丼）
- ロコモコ（ハワイの丼物風料理）
- 烩飯・蓋飯（蓋澆飯とも言う) - 中国の皿に盛った飯の上に炒め物や煮物をかけたもの。かけご飯。また中国では、日本の丼物を指して日式蓋飯と呼称することもある[3]。

## 丼物を題材とした作品
- どんぶり音頭（林家こん平、1982年） - 1984年に三波春夫が『丼音頭』としてカバー（『日本列島渡り酒』のB面曲）。
- 丼なモンダイ! - 原作：花形怜、作画：吉開寛二による漫画（2009年 - 2011年）。
- どんぶり委員長 - 市川ヒロシによる漫画（2014年 - 2017年）及び、それを原作としたテレビドラマ（2020年）。
- おどれ!どんぶり - NHK「おかあさんといっしょ」で放送された楽曲。
- 祭りだ!どんぶり - NHK「ひとりでできるもん!」で放送された楽曲。